# کراسنویار
کراسنویار (به لاتین: Krasnoyar) یک منطقهٔ مسکونی در روسیه است که در باشقیرستان واقع شده‌است.